# باتريسيو كاستيلو
باتريسيو كاستيلو (بالإسبانية: Patricio Castillo)‏ هو موسيقي ومغني وكاتب أغاني تشيلي، ولد في 1946 في Lautaro, Chile ‏ في تشيلي.

## وصلات خارجية
- الموقع الرسمي
- باتريسيو كاستيلو على موقع IMDb (الإنجليزية)
- باتريسيو كاستيلو على موقع ميوزك برينز (الإنجليزية)
- باتريسيو كاستيلو على موقع أول ميوزيك (الإنجليزية)
- باتريسيو كاستيلو على موقع ديسكوغز (الإنجليزية)